# Герб на Того
Гербът на Того (от хералдическа гледна точка – емблема) е приет на 14 март 1962 г.
На герба са изобразени два червени лъва, символизиращи храбростта на народа. Лъкът и стрелата призовават всички граждани да бъдат активни при защитата на свободата на страната си. Между лъвовете има златен щит с буквите RT (=République Togolaise; Република Того). Над него има
два флага на Того. На лентата надписът е Union, Paix, Solidarite („Единство, Мир, Солидарност“). В по-ранния вариант на герба на негово място е пишело "Travail, Liberté, Patrie" (Работа, Свобода, Родина).